# Grand Hotel Europe

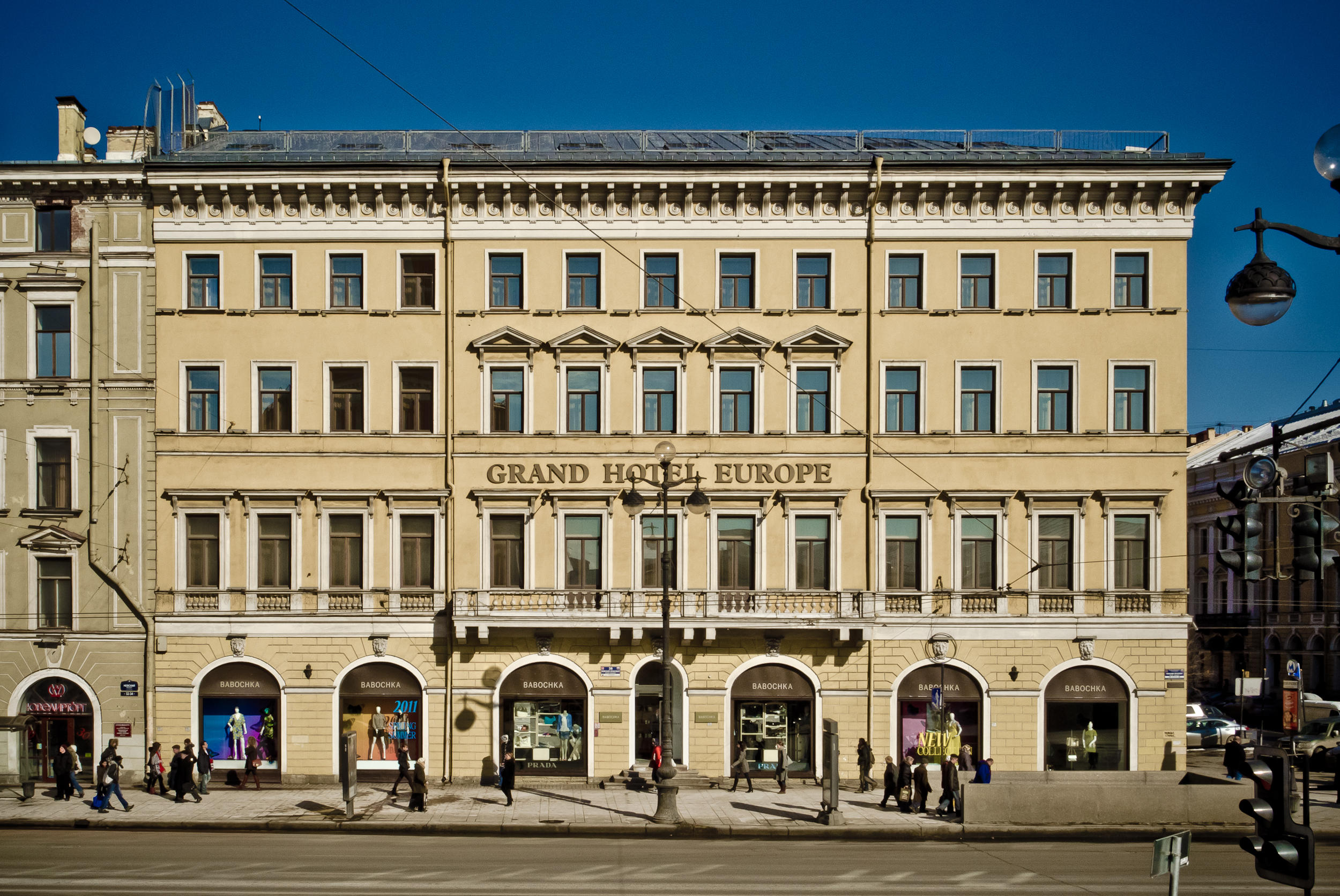
Das Hotelgebäude

Das Grand Hotel Europe (russisch Гранд Оте́ль Евро́па) ist ein Luxushotel in der russischen Metropole Sankt Petersburg. Es besteht seit 1875 und zählt bis heute zu den berühmtesten und vornehmsten Hotels Russlands. Das Hotelgebäude ist zudem ein markantes Architekturdenkmal des 19. Jahrhunderts.
Das Hotel befindet sich in der Petersburger Innenstadt nahe am Newski-Prospekt an der Seitenstraße Michailowskaja. Das heute unter dem Namen Belmond Grand Hotel Europe geführte und früher als Orient-Express Hotels Ltd. bekannten britischen Unternehmen Belmond Ltd. seit 2018 eine Tochtergesellschaft der LVMH gehört.

## Geschichte

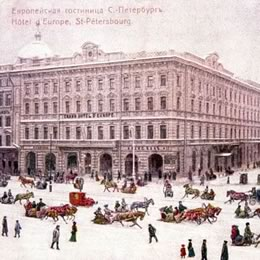
Das Grand Hotel Europe im 19. Jahrhundert

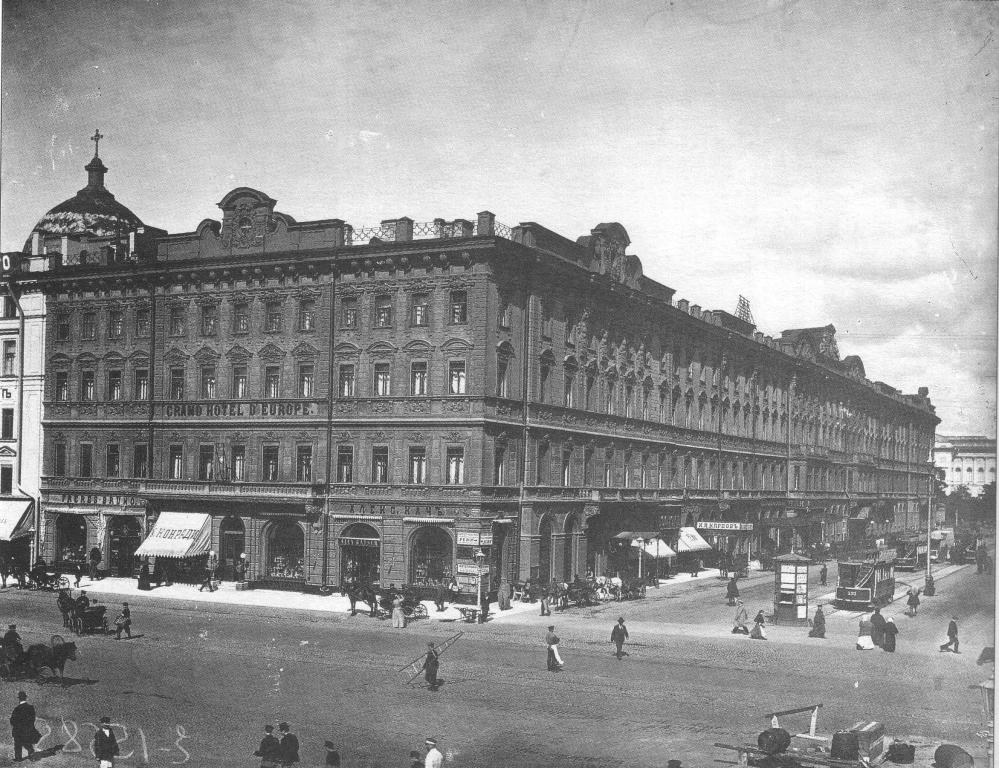
Der Grand hôtel d'Europe (1900) bei Carl Oswald Bulla

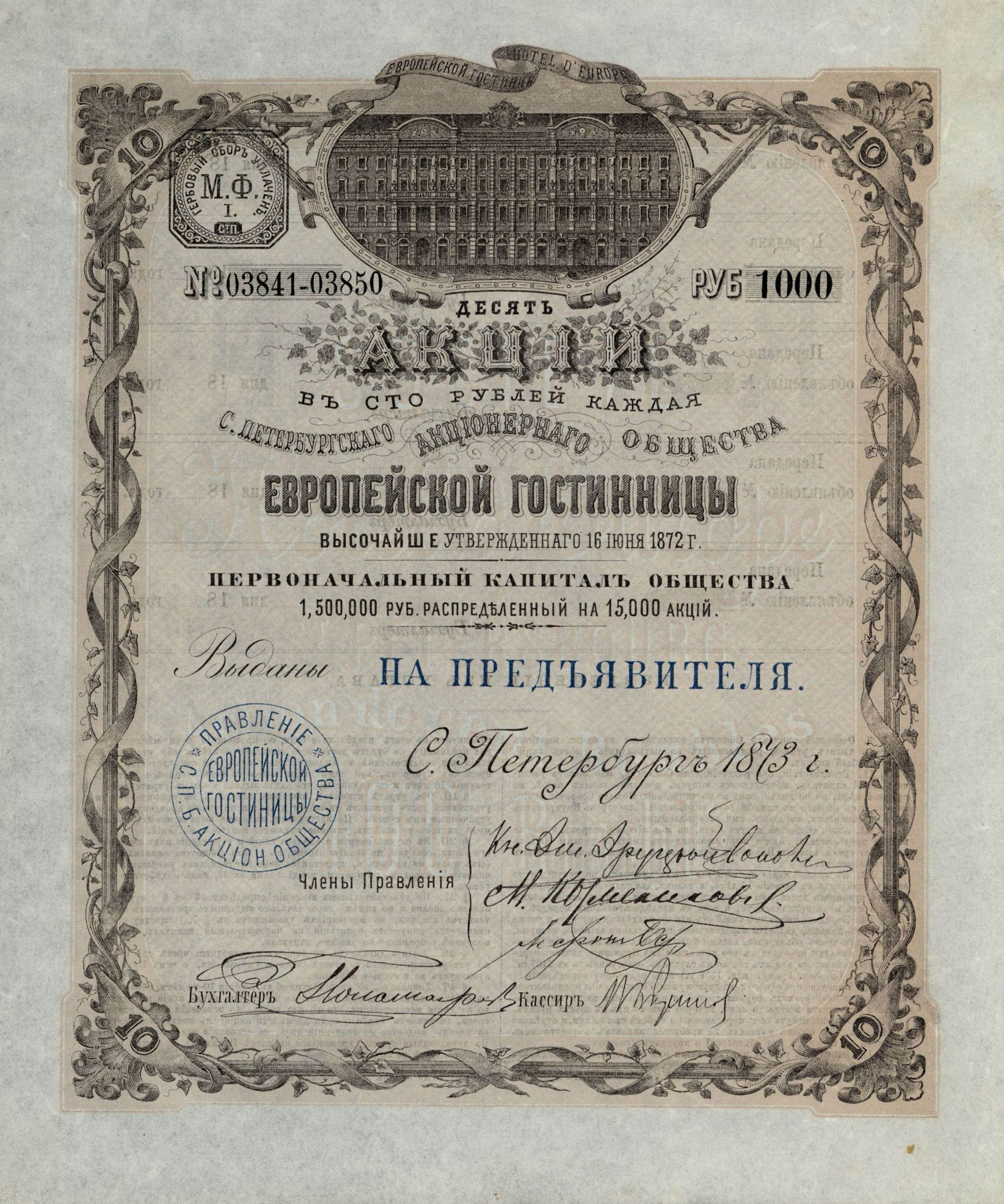
Aktie der St. Petersburger AG „Hotel Europe“ von 1873

Das Hotelgebäude wurde ursprünglich als Apartmenthaus Ende des 18. Jahrhunderts errichtet, das direkt am Newski-Prospekt stand. Das erste Steingebäude entstand 1823–1825 mit den Architekten A. I. Postnikow und P. I. Haberzettl. Bis 1830 wurde das Gebäude durch einen Anbau an der Michailowskaja-Straße ergänzt sowie mit einer gemeinsamen Fassade versehen, die der renommierte Petersburger Architekt Carlo Rossi entworfen hatte.
Anfang der 1870er-Jahre wurde das Gebäude von der neu gegründeten Aktiengesellschaft Hotel Jewropeiskaja erworben und 1873–1875 grundlegend umgebaut. Zu dieser Zeit entstand das Gebäude in seiner heutigen Form, in einer jugendstilähnlichen Bauweise nach Entwurf des Architekten Ludwig Fontana. Eröffnet wurde es als Grand hôtel d’Europe (bzw. Jewropeiskaja) am 28. Januar 1875. 1905 wurde das Hotel teilweise umgebaut mit Einrichtung des Restaurants Jewropa. 1906–1907 gestaltete Wladimir Alexejewitsch Schtschuko das Café im Erdgeschoss. Von 1907 bis Beginn des Ersten Weltkriegs führte Fredrik Lidvall Sanierungs- und Umbauarbeiten durch. Die Haupttreppe wurde neu gestaltet, eine Halle in der Beletage und ein Lesesaal entstanden, und ein fünftes Geschoss mit Mansarddach für das Dachrestaurant Kryscha wurde aufgesetzt.
Nach der Oktoberrevolution in Russland wurde das Hotel, wie alle anderen Unternehmen, verstaatlicht und diente eine Zeit lang als Verwaltungsgebäude und als Herberge für Straßenkinder. Später wurde es wieder in ein Hotel umfunktioniert, das allerdings nur einen vergleichsweise bescheidenen Komfort bot. Während der Leningrader Blockade Anfang der 1940er-Jahre war hier ein Lazarett mit rund 1300 Betten eingerichtet. Erst nach Kriegsende wurde das Gebäude nach einer Renovierung wieder als Hotel genutzt.
1989–1991 wurde das Jewropeiskaja von Wiktorija Emmanuilowna Strusman grundlegend modernisiert und auf den Standard eines Fünf-Sterne-Hotels gebracht. Im Dezember 1991 öffnete es als Grand Hotel Europe wieder seine Pforten. Seitdem zählt es rund 300 Zimmer, die allesamt in der obersten Preisklasse liegen und exklusiv ausgestattet sind. Das preisgünstigste Zimmer kostet umgerechnet etwa 320 Euro pro Person und Nacht; die teuersten Apartments kosten bis zu 3700 Euro. Außerdem beherbergt das Haus sieben exklusive Restaurants. Das Hotel war zeitweise Mitglied der Leading Hotels of the World,.

## Berühmte Gäste
- Iwan Aiwasowski (1817–1900), Maler
- Madeleine Albright (1937–2022), Politikerin
- Wladimir Bechterew (1857–1927), Mediziner
- Iwan Bunin (1870–1953), Schriftsteller
- Montserrat Caballé (1933–2018), Opernsängerin
- Jimmy Carter (1924–2024), Politiker
- Charles III. (* 1948), britischer Monarch
- Jacques Chirac (1932–2019), Politiker
- Claude Debussy (1862–1918), Komponist
- Plácido Domingo (* 1941), Opernsänger
- Jane Fonda (* 1937), Schauspielerin
- Michail Gorbatschow (1931–2022), Politiker
- Maxim Gorki (1868–1936), Schriftsteller
- Elton John (* 1947), Musiker
- Herbert von Karajan (1908–1989), Dirigent
- Wladimir Majakowski (1893–1930), Dichter
- Sergei Prokofjew (1891–1953), Komponist
- Pjotr Tschaikowski (1840–1893), Komponist
- Iwan Turgenew (1818–1883), Schriftsteller
- H. G. Wells (1866–1946), Schriftsteller
- Kliment Woroschilow (1881–1969), Marschall der Sowjetunion